# Charlie Edwards
Charlie Edwards (Londres, 8 de febrero de 1993) es un deportista británico que compitió por Inglaterra en boxeo. Ganó una medalla de bronce en el Campeonato Europeo de Boxeo Aficionado de 2011, en el peso minimosca.
En enero de 2015 disputó su primera pelea como profesional. En diciembre de 2018 conquistó el título internacional del CMB, en la categoría de peso mosca. En su carrera profesional tuvo en total 18 combates, con un registro de 17 victorias y una derrota.

## Palmarés internacional
| Representando a Inglaterra |                  |                   |           |
| Campeonato Europeo         |                  |                   |           |
| Año                        | Lugar            | Medalla           | Categoría |
| 2011                       | Ankara (Turquía) | Medalla de bronce | 49 kg     |